# Publigas
Publigas (Frans: Publigaz) is de Belgische gemeentelijke holding in de gassector, ontstaan in 1996 na de privatisering van de Nationale Investeringsmaatschappij en door omvorming van de toen bestaande holding Socogas. De holding heeft zijn maatschappelijke zetel in de Ravensteingalerij te Brussel. Ze is meerderheidsaandeelhouder van gasbeheerder Fluxys.
De tegenhanger inzake het aandeelhouderschap van stroomnetbeheerder Elia is Publi-T.

## Activiteiten
Publigas werd in 1996 opgericht om de belangen die de Belgische gemeenten in gasbedrijf Distrigas hadden verkregen na de privatisering van de Nationale Investeringsmaatschappij (NIM) in 1994 te bundelen. De initiële aandeelhouders waren de Vlaamse Energieholding (50%) met als aandeelhouders gemeentelijke intercommunales en de investeringsmaatschappij van de gemeenten van het Waals Gewest Socofe. Publigas bezat in 1996 25% in Distrigas, rechtstreeks en via Distrihold. Distrihold was een tussenholding waarin Publigas 50%-1 bezat en Tractebel 50%+1.
In 2001 werd gasnetbeheerder Fluxys van Distrigas afgestoten. Op dat moment bezat Publigas 16,74% van Distrihold (met een 50%-1 belang in Distrigas) en rechtstreeks 16,62% van Distrigas.
Publigas was tot 2009 voor 31,25% eigenaar van Distrigas en voor 45,22% eigenaar van Fluxys. De aandelen van Distrigas werden aan het Italiaanse energiebedrijf Eni verkocht. Door deze verkoop kon de holding 1,5 miljard euro binnenhalen. Met een deel van de opbrengst kocht Publigas bijkomende aandelen van Fluxys bij GDF Suez. Hierdoor steeg het belang van Publigas in Fluxys tot 51,25%. In oktober 2009 besliste de holding een ander deel van de 1,5 miljard onder de deelnemende gemeenten te verdelen. Het ging om een bedrag van 832 miljoen.
In maart 2010 verkocht GDF Suez zijn resterende aandelen in Fluxys aan Publigas. Daardoor werd de openbare holding voor 90% eigenaar van Fluxys. De prijs per aandeel bedroeg 2,350 euro. Deze uitstap leverde GDF Suez 636 miljoen euro in contanten op.
In 2011 verkocht Publigas een belang van 10% in Fluxys aan het Canadese pensioenfonds Caisse de dépôt et placement du Québec (CDPQ). Later liep het belang van CDPQ in Fluxys tot 19,85% op.
Anno 2023 bezit Publigas 77,41% van Fluxys.

## Aandeelhouders
De aandelen van Publigas zijn verdeeld tussen Brusselse, Vlaamse en Waalse intercommunales, de Vlaamse Energieholding en de investeringsmaatschappij van het Waals Gewest Socofe.
| Aandeelhouder                        | Belang 2025             | Opmerking                                                                       |
| Brusselse aandeelhouder              | Brusselse aandeelhouder | Brusselse aandeelhouder                                                         |
| ------------------------------------ | ----------------------- | ------------------------------------------------------------------------------- |
| INTERFIN                             | 15%                     |                                                                                 |
| Vlaamse aandeelhouders               |                         |                                                                                 |
| VEH (Vlaamse Energieholding)         | 14,31%                  |                                                                                 |
| Fluvius Midden-Vlaanderen (Intergem) | 3,04%                   | Intercommunale Vereniging voor Energieleveringen in Midden-Vlaanderen           |
| IKA                                  | 9,10%                   | Investeringsintercommunale voor de Gemeenten van de Kempen en het Antwerpse     |
| Fluvius Zenne-Dijle (IVERLEK)        | 4,09%                   |                                                                                 |
| Fluvius Imewo (IMEWO)                | 7.27%                   | Intercommunale Maatschappij voor Energievoorziening in West- en Oost-Vlaanderen |
| Fluvius Antwerpen                    | 6,59%                   |                                                                                 |
| Fluvius West (Gaselwest)             | 6,71%                   | Intercommunale Maatschappij voor Gas en Elektriciteit van het Westen            |
| Fluvius Halle-Vilvoorde              | 2,67%                   |                                                                                 |
| IBEG                                 | 1,23%                   | Intercommunale van Brabant voor Elektriciteit en Gas                            |
| Waalse aandeelhouders                |                         |                                                                                 |
| SOCOFE                               | 30%                     | investeringsmaatschappij van de openbare besturen van het Waals Gewest          |

## Bestuur
De raad van bestuur is samengesteld uit 24 leden, vertegenwoordigers van de verschillende intercommunales. Voorzitter is Andries Gryffroy. Hij volgde Daniël Termont op.